# Barbatula quignardi
El lobo de río (Barbatula quignardi) es una especie de pez teleósteo de la familia Balitoridae.

## Descripción
Es una especie de pequeño tamaño ya que no alcanza los 21 cm de longitud total y los 200 g de peso, posee un cuerpo alargado y de sección cilíndrica. Su cabeza es alargada. Su boca ínfera tiene tres pares de barbillas. Presenta unas manchas que, al contrario que en los cobítidos, no poseen un patrón de distribución. Aletas pequeñas. Presenta dimorfismo sexual ya que los machos tienen las aletas pectorales más largas y durante la época de reproducción tubérculos nupciales. Es una especie diploide 2n=50.

## Biología y Ecología
Es una especie de agua dulce que prefiere los ríos con lechos con gravas a los lechos de bloques. 

## Distribución
Es una especie nativa de España, Francia y Andorra. Se distribuye entre los ríos Bidasoa y Nervión, por la vertiente cantábrica, en la cuenca del Ebro por la mediterránea y ha sido introducida en el río Órbigo, en la cuenca del Duero.

## Conservación
Esta especie se encuentra categorizada globalmente por la UICN como LC, sin embargo en España es una especie «Vulnerable A2ce».
Una de las más importantes amenazas para la especie es la introducción de otras especies exóticas. Además, al ser una especie exigente en cuanto a la calidad del agua se ve gravemente afectada por la contaminación producida por los vertidos urbanos, agrícolas e industriales.

## Sinonimias[3]
- Noemacheilus barbatulus quignardi Bacescu-Mester, 1967 (Composición original)